# Пенчо Пенчев Семов
Пенчо Пенчов Семов е български електротехник.

## Биография
Роден на 30 октомври 1924 г. в Габрово, в семейството на Дешка (сестра на Пенчо Семов) и Петър Кедев. През 1930 г. е осиновен от вуйчо си. Получава основното си образование в Габрово. През 1934 г. започва да учи във френския колеж „Свети Августин“ В Пловдив. През Ваканциите работи във фабрика „Успех“. Заедно с майка си и семейство Кедеви посещава Франция и Германия. Започването на Втората световна война възпрепятства осъществяването на плануваното пътуване до Америка. Отбива военната си служба в Школата за запасни офицери в София. Продължава да служи и след 9 септември 1944 г. Акционер е в памукотекстилната фабрика АД „Принц Кирил“ в Габрово, а през 1946 г. е избран за член на Управителния съвет. След уволнението от военна служба учи задочно В Свободния университет в София и работи във фабрика „Успех“. През 1947 г. сключва брак с актрисата от габровския театър Цвета Боянова Петрова. След национализацията е уволнен от фабрика „Успех“, а през 1948 г. им отнемата и семейната къща. На 17 май 1949 г. е арестуван и въдворен в трудовия лагер в с. Ножарево. В началото на 1950 г. е освободен от лагера, и се установява в София, започва работа в производството. По-късно завършва Висшия машинно-електротехнически институт В София. Работи в Министерство на електрониката и електротехниката.
След 1989 г. започва да работи за възстановяване на фондация „Пенчо ИВанов Семов“. Умира на 13 юни 1999 г.